# San Pedro de Macorís

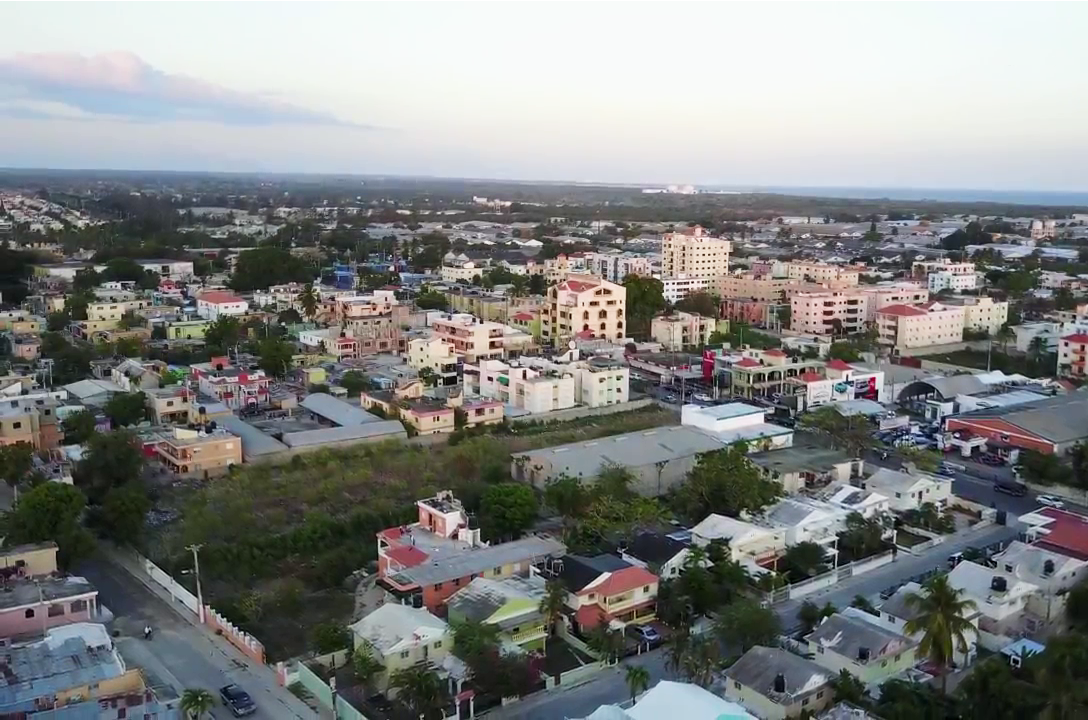

San Pedro de Macorís est une ville de République dominicaine, capitale de la province de San Pedro de Macorís. Elle est située à environ 70 km de Saint-Domingue.
Sa population est de 217 141 habitants en 2002 (193 713 en zone urbaine et 23 428 en zone rurale).

## Éducation
La ville compte une université privée fondée en 1970, la Universidad Central del Este (UCE).

## Sport
La ville est le siège de l'équipe de baseball des Estrellas Orientales jouant en Ligue dominicaine de baseball hivernal.

## Personnalités nées dans la ville
- Pedro Mir (1913–2000), poète et écrivain
- Santo Alcala (né en 1952), joueur de baseball
- Pedro Guerrero (né en 1956), joueur de baseball
- George Bell (né en 1959), joueur de baseball
- Sammy Sosa (né en 1968), joueur de baseball
- José Offerman (né en 1968), joueur de baseball
- Manny Acta (né en 1969), joueur et manager de baseball
- Salomón Torres (né en 1972), joueur de baseball
- Luis Castillo (né en 1975), joueur de baseball
- Alfonso Soriano (né en 1976), joueur de baseball
- José Valverde (né en 1979), joueur de baseball
- Daniel Cabrera (né en 1981), joueur de baseball
- Robinson Canó (né en 1982), joueur de baseball
- Eugenio Vélez (né en 1982), joueur de baseball
- Freddy Dolsi (né en 1983), joueur de baseball
- Manuel de Los Santos (né en 1984), golfeur handisport
- José Arredondo (né en 1984), joueur de baseball
- Johnny Cueto (né en 1986), joueur de baseball
- Reymin Guduan (né en 1992), joueur de baseball